# Сізьма (права притока Чепци)
Сі́зьма (рос. Сизьма) — невелика річка в Ярському районі Удмуртії, Росія, права притока Чепци.
Бере початок на Верхньокамській височині, серед тайги, неподалік витоку Вятки. Протікає на південний захід, впадає до річки Чепца. Сизьма має декілька дрібних приток-струмків.
На річці розташоване село Бозіно. В ньому на Сізьмі збудовано греблю, перед якою утворився Бозінський став. В нижній течії через річку збудовано автомобільний міст.